# Le Conspirateur
Pour plus de détails, voir Fiche technique et Distribution.
Le Conspirateur (Teresa Confalonieri) est un film italien réalisé par Guido Brignone et sorti en 1934.

## Synopsis
En 1821 le comte Federico Confalonieri est arrêté par les Autrichiens pour conspiration et condamné à la potence. Au prix d’énormes efforts et en faisant intervenir l’impératrice, sa femme, Teresa Casati, réussit à obtenir la grâce de l'empereur d'Autriche, et la peine capitale est commuée en détention à perpétuité à purger à la forteresse du Spielberg où il restera jusqu'en 1835.

## Fiche technique
- Titre français : Le Conspirateur[1]
- Titre original : Teresa Confalonieri
- Réalisation : Guido Brignone
- Scénario : Tomaso Smith
- Production : Angelo Besozzi
- Musique : Cesare A. Bixio
- Photographie : Anchise Brizzi
- Décors : Guido Fiorini
- Costumes : Gino Sensani
- Pays d'origine : Royaume d'Italie
- Format : Noir et blanc - 1,37:1 - Mono
- Genre : Drame
- Durée : 90 minutes
- Date de sortie : 
  - Royaume d'Italie : août 1934 (Mostra de Venise 1934)
  - France : 7 août 1935[1]

## Distribution
- Marta Abba : Teresa Confalonieri
- Nerio Bernardi : le comte Federico Confalonieri
- Lilla Brignone : une marquise au bal
- Mercedes Brignone : une marquise au bal
- Elli Parvo : La noble au bal
- Luigi Cimara : Le Prince de Metternich
- Elsa De Giorgi : La Princesse Carolina Jablonowska
- Filippo Scelzo : Le baron Salvotti
- Luigi Carini : Le comte Vitaliano Confalonieri
- Riccardo Tassani : Franz 1er
- Tina Lattanzi : L’impératrice Carolina
- Achille Majeroni : Le Maréchal Bubna
- Giovanni Barrella : Bolchesi - le serviteur
- Gianna Caverzaghi :
- Carlo Tamberlani : Luigi Parravicini
- Romolo Costa : Le Gouverneur de Milan
- Luigi Erminio D'Olivo : Cavaliere di Castillo
- Eugenio Duse : Le ministre de la police
- Vinicio Sofia : Un homme de confiance de Salvati Baron
- Mauro Serra : Conte Ilario
- Renato Ferrari : Giudice Menghin
- Maria Zanoli : La femme de chambre commère de Confalonieri
- Cesare Polacco : Le commissaire-priseur
- Idolo Tancredi : L'ouvrier d'imprimerie

## Accueil critique
Dans Le Corriere della Sera du 27 octobre 1934 Filippo Sacchi écrit : « Teresa Confalonieri, a obtenu à la Mostra de Venise du cinéma de 1934, le plus grand prix, la Coupe Mussolini, pour le meilleur film italien. En rendant compte de cette attribution, la Présidence de la Biennale a fait suivre cette motivation : Par la noblesse et la passion avec lequel est exaltée la figure très pure de l'héroïne, femme italienne d’un caractère élevé et généreux, à travers une succession rapide d'évènements qui se précipitent, rendus avec des scènes et des dialogues captivants, même si parfois encore ils restent liés à la technique du théâtre. En conséquence, même si selon l’avis des juges les plus qualifiés, Teresa Confalonieri n’atteint pas toutes les qualités d'excellence artistique que le prix le plus élevé devrait couronner, il en possède cependant la plupart et les meilleures : sincérité d'inspiration, vigueur dramatique, passion patriotique, puissance représentative. C’est un film qui, à travers ses défauts formels, parvient à émouvoir. Le drame central est celui de Teresa. Eh bien, Marta Abba a donné à ce personnage tous les accents les plus passionnés et les plus beaux de son art subtil et très personnel. Il s’agit d’une interprétation complète par son équilibre, sa fermeté et en même temps son ardeur intime, son émotion bouleversée. Du point de vue photogénique, certains de ses gestes montrant le désespoir qui s’éternise, certains premiers plans d’où s’irradie une ferveur rayonnante, sont absolument parfaits ».

### Distinctions
- Coupe Mussolini du meilleur film italien.